# Andrzej Szymczak
Andrzej Szymczak est un handballeur polonais, né le 8 septembre 1948 à Konstantynów (voïvodie de Lublin) et mort le 6 septembre 2016 dans la même ville.

## Carrière
Andrzej Szymczak obtient une médaille de bronze aux Jeux olympiques d'été de 1976 de Montréal puis au Championnat du monde 1982.